# Kazuhiro Murakami
Kazuhiro Murakami (村上 和弘 Murakami Kazuhiro?, nacido el 20 de enero de 1981 en Yokkaichi, Mie) es un exfutbolista japonés. Jugaba de defensa y su último club fue el Vegalta Sendai de Japón.

## Trayectoria

### Clubes
| Club                | País  | Año         |
| ------------------- | ----- | ----------- |
| Yokohama F. Marinos | Japón | 1999 - 2000 |
| Vegalta Sendai      | Japón | 2001 - 2006 |
| Kawasaki Frontale   | Japón | 2007 - 2009 |
| Omiya Ardija        | Japón | 2010 - 2014 |
| Vegalta Sendai      | Japón | 2014 - 2015 |

## Estadística de carrera

### J. League
| Club                | Año   | J. League | J. League | Copa J. League | Copa J. League | Total | Total |
| Club                | Año   | Part.     | Goles     | Part.          | Goles          | Part. | Goles |
| ------------------- | ----- | --------- | --------- | -------------- | -------------- | ----- | ----- |
| Yokohama F. Marinos | 1999  | 0         | 0         | 3              | 1              | 3     | 1     |
| Yokohama F. Marinos | 2000  | 0         | 0         | 0              | 0              | 0     | 0     |
| Vegalta Sendai      | 2001  | 4         | 0         | 0              | 0              | 4     | 0     |
| Vegalta Sendai      | 2002  | 18        | 0         | 6              | 1              | 24    | 1     |
| Vegalta Sendai      | 2003  | 13        | 0         | 0              | 0              | 13    | 0     |
| Vegalta Sendai      | 2004  | 36        | 4         | -              | -              | 36    | 4     |
| Vegalta Sendai      | 2005  | 26        | 4         | -              | -              | 26    | 4     |
| Vegalta Sendai      | 2006  | 28        | 1         | -              | -              | 28    | 1     |
| Kawasaki Frontale   | 2007  | 22        | 4         | 1              | 0              | 23    | 4     |
| Kawasaki Frontale   | 2008  | 25        | 1         | 5              | 0              | 30    | 1     |
| Kawasaki Frontale   | 2009  | 28        | 0         | 5              | 0              | 33    | 0     |
| Omiya Ardija        | 2010  | 29        | 3         | 6              | 1              | 35    | 4     |
| Omiya Ardija        | 2011  | 29        | 1         | 1              | 0              | 30    | 1     |
| Omiya Ardija        | 2012  | 14        | 0         | 1              | 0              | 15    | 0     |
| Omiya Ardija        | 2013  | 11        | 0         | 3              | 0              | 14    | 0     |
| Omiya Ardija        | 2014  | 3         | 0         | 1              | 0              | 4     | 0     |
| Vegalta Sendai      | 2014  | 9         | 1         | 0              | 0              | 9     | 1     |
| Vegalta Sendai      | 2015  | 1         | 0         | 1              | 0              | 2     | 0     |
| Total               | Total | 296       | 19        | 33             | 3              | 329   | 22    |